# Condado de Summit (Utah)
O Condado de Summit é um dos 29 condados do Estado norte-americano do Utah. A sede do condado é Coalville, e sua maior cidade é Park City. O condado tem uma área de 4874 km², uma população de 29 736 habitantes, e uma densidade populacional de 6,1 hab/km² (segundo o censo nacional de 2000). O condado foi fundado em 1854.